# Niphates caycedoi
Niphates caycedoi is een sponssoort in de taxonomische indeling van de gewone sponzen (Demospongiae). Het lichaam van de spons bestaat uit kiezelnaalden en sponginevezels, en is in staat om veel water op te nemen. 
De spons behoort tot het geslacht Niphates en behoort tot de familie Niphatidae. De wetenschappelijke naam van de soort werd voor het eerst geldig gepubliceerd in 1986 door Zea & van Soest.